# Жуан Реграський
Жуа́н Регра́ський, або Жуан Правник (порт. João das Regras; ? — 3 травня 1404) — португальський юрист, королівський радник. Канцлер Португалії (1383—1385). Сеньйор Кашкайський. Ректор Лісабонського університету (1400—1404). Представник шляхетного роду. Народився у Лісабоні, Португалія. Син Жуана-Анеса Реграського і Сентілії Ештевеш. Пасинок португальського канцлера Алвару Пайша. Навчався у Болоньї. Брав участь у роботі з підготовки Елваського договору (1382). На початку португальського міжкоролів'я 1383—1385 років став членом анти-кастильської, патріотичної партії. Підтримав претензії авіського магістра Жуана (майбутнього короля Жуана І) на португальський престол. Разом із вітчимом був одним із організаторів Лісабонського повстання проти режиму королеви-регентші Леонори (1383). Увійшов до уряду магістра Жуана. Зіграв важливу роль на Коїмбрських кортесах, де довів правомірність обрання Жуана новим королем Португалії (1385).

## Імена
- Жуан Реграський, або Жуан Правник (порт. João das Regras) — від португальського слова регаш (порт. regras, «правила, закони, приписи, регули»).
- Жуан Арегаський (порт. João de Aregas) — сучасний гіпотетичний варіант[1].
- Іван Законник (лат. Johannes de Regulis) — в латинських оригінальних документах[2].

## Життєпис
Жуан Реграський народився у Лісабоні. Точна дата його народження невідома. Він був сином Жуана Анеса Реграського й Сентілії (Гентілії) Ештевеш. Після смерті батька, що мала місце близько 1369 року, матір вийшла вдруге за королівського канцлера Алвару Пайша. Він допомагав кар'єрному росту свого пасинка.
Про освіту Жуана достеменно невідомо. Як повідомляє хроніка Фернана Лопеша він «навчався у Болоньї», куди його направив король Фернанду І. На підставі цього повідомлення в традиційній історіографії панувала думка про те, що Жуан був випускником Болонського університету; там він отримав вчене звання доктора права й 1382 року повернувся до Португалії. Проте в «Liber secretus», офіційних списках учнів й отримувачів звань цього університету за 1378—1512 роки, ім'я Жуана не значиться.
Влітку 1382 року Жуан брав участь у розробці Елваського договору з Кастилією. Зокрема, він радив вилучити з угоди пункт про підтримку Португалією авіньйонських антипап, як того вимагали кастильці та представники Авіньйона. У серпні того ж року, всупереч застереженням, цей пункт увійшов до остаточного варіанту договору.
З початком португальського міжкоролів'я 1383—1385 років Жуан став членом анти-кастилської патріотичної партії. Вона виступала за розірвання династичної угоди із Кастилією та проголошення новим королем Португалії авіського магістра Жуана, бастарда покійного португальського короля Педру І. До цієї партії входив також Алвару Пайш, вітчим Жуана.
6 грудня 1383 року спалахнуло Лісабонське повстання. Жуан і Алвару взяли активну участь у його підготовці та проведенні. Повсталі міщани повалили режим королеви-регентші Леонори в столиці й проголосили авіського магістра Жуана «захисником і регентом» Португалії. 16 грудня того ж року той сформував власний уряд, в якому Жуан Реграський зайняв посаду канцлера.
9 червня 1390 року Жуан втратив матір. Вона померла у Лісабоні й заповіла свій спадок йому та Алвару Пайшу.
25 жовтня 1400 року португальський король Жуан І призначив Жуана Реграського протектором (ректором) Лісабонського університету.